# کاریمشینا
کاریمشینا (انگلیسی: Karymshina) یک کوه آتشفشانی در شبه‌جزیره کامچاتکای کشور روسیه است.